# かかし (企業)
合同会社かかし（ごうどうかいしゃかかし、英語: Kakashi, inc.）は、主に明治期から昭和20年代のグラフ誌の復刻版を電子書籍により刊行することを事業とする日本の出版社。

## 概要
2024年（令和6年）8月に設立。同年10月に『世界画報 復刻版』、 『国際写真タイムス 復刻版』 、 『皇族画報 復刻版』の電子書籍の配信から事業を開始した。

## 主なビブリオグラフィ
- 「世界画報」復刻版
- 「国際写真タイムス」復刻版
- 「皇族画報」復刻版
- 「演芸と映画」復刻版
- 「婦人画報 明治編」 復刻版